# 土屋品子

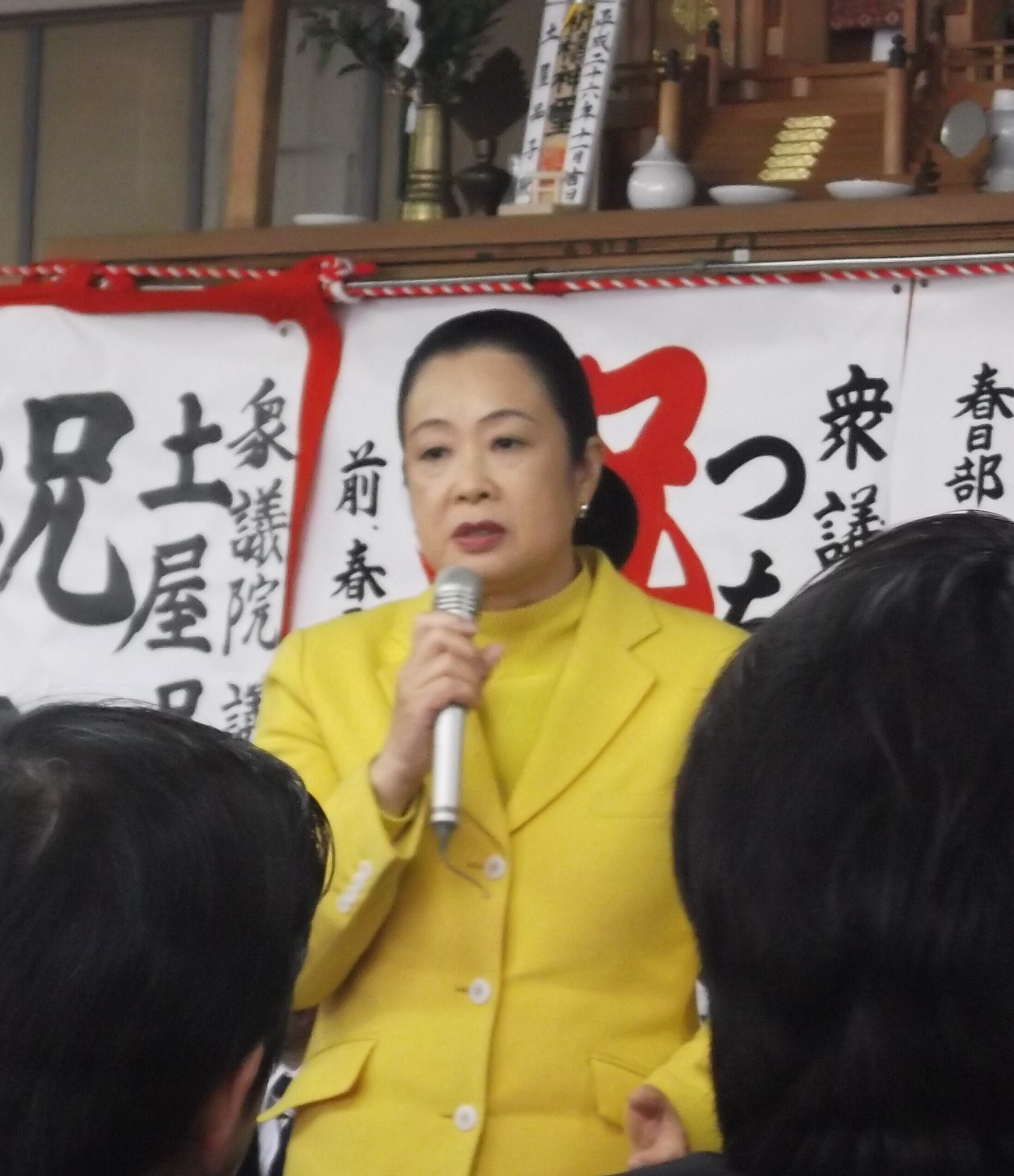
2014年12月15日撮影

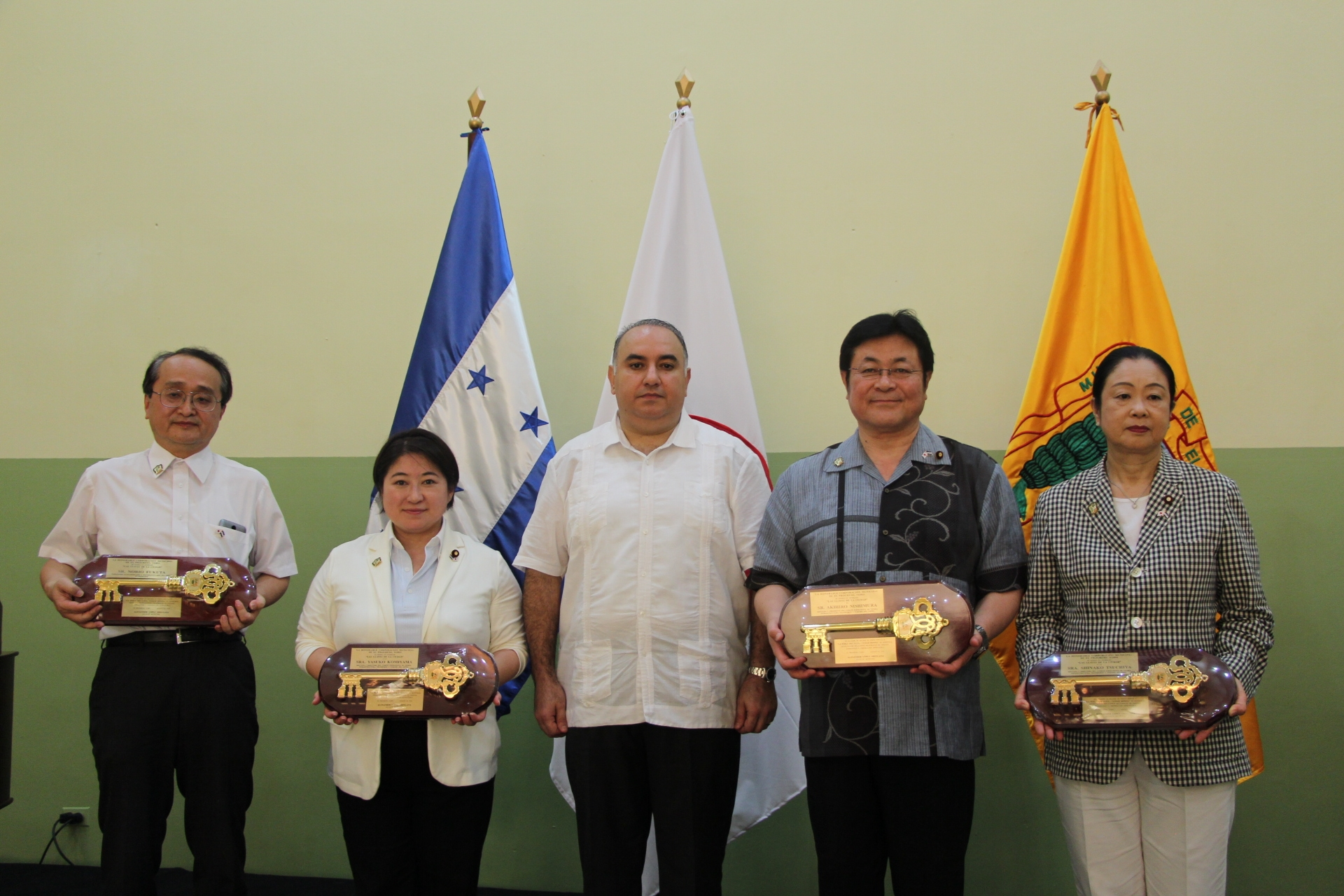
ホンジュラスにて。西村明宏、小宮山泰子らと（2018年、右端）

土屋 品子（つちや しなこ、1952年〈昭和27年〉2月9日 - ）は、日本の政治家。自由民主党所属の衆議院議員（9期）。自由民主党国際局長。
復興大臣（第16代）、福島原発事故再生総括担当大臣（第2次岸田第2次改造内閣）、厚生労働副大臣（第2次安倍内閣）、環境副大臣（第1次安倍内閣）、外務大臣政務官（第1次小泉改造内閣）、衆議院消費者問題に関する特別委員長、同外務委員長、自由民主党食育調査会長、同総務会副会長、同広報本部長代理、同女性活躍推進本部長、同広報戦略局長、同広報本部副本部長、同副幹事長などを歴任。
父は参議院議長、環境庁長官、埼玉県知事などを歴任した土屋義彦。

## 来歴
東京都港区生まれ（現住所は埼玉県春日部市八丁目）。浦和市立岸中学校、共立女子高等学校、聖心女子大学文学部歴史社会学科、香川栄養専門学校卒業。その後は父・土屋義彦の力添えにより、テレビ埼玉で自らの名を冠した料理番組に長らく出演し、埼玉県民の間で知名度を上げた。
1996年の第41回衆議院議員総選挙に埼玉13区から無所属で出馬し、初当選。なお父・義彦が既にこの時点で埼玉県知事であったため、既成の大政党の候補者は埼玉13区には1人も擁立されなかった。初当選後、新井将敬や石破茂、船田元、望月義夫ら無所属の議員で院内会派「21世紀」を結成。その後、無所属の会に入党する。
2001年、無所属の会を離党し自由民主党に入党。翌2002年、第1次小泉改造内閣で外務大臣政務官に任命された。
2003年7月、姉・市川桃子が政治資金規正法違反で逮捕され、父・義彦や母・栞も東京地検特捜部による事情聴取を受け（後に不起訴処分）、義彦は埼玉県知事の辞職に追い込まれる。しかし、直後の第43回衆議院議員総選挙では父・義彦から譲られた強固な後援会組織を活かし、民主党の武山百合子に約500票差まで迫られながらも辛勝した。2005年には姉・桃子が自己破産する。同年の第44回衆議院議員総選挙では民主党の武山を約4万票差の大差で破り、4選。
2006年、安倍内閣で環境副大臣に任命される。2009年の第45回衆議院議員総選挙では、前年に死去した父の遺影を掲げて選挙運動を繰り広げたが、埼玉13区で民主党新人の森岡洋一郎に惜敗し、比例復活もならず落選した。
2012年12月の第46回衆議院議員総選挙では、埼玉13区に出馬。公明党の推薦なしで森岡らを破り、国政に復帰した。
2013年9月30日、第2次安倍内閣で厚生労働副大臣に就任。2014年12月の第47回衆議院議員総選挙では、埼玉13区に出馬し、6選。衆議院外務委員会に就任。
2015年11月、自由民主党広報副本部長兼広報戦略局長に就任。
2016年8月、自民党女性活躍推進本部長に就任。
2017年の第48回衆議院議員総選挙で7選。
2021年10月31日、第49回衆議院議員総選挙で立憲民主党の三角創太に差を詰められながらも8選。
2022年12月23日、新設される埼玉16区の支部長に決まった。
2023年9月13日発足の第2次岸田第2次改造内閣で復興大臣に就任し、初入閣。復興大臣の女性起用は土屋が初。
2024年10月27日、第50回衆議院議員総選挙で9選（三角は比例復活で初当選）。

## 政策
- 選択的夫婦別姓制度導入に賛同している[13]。「結婚によって旧姓を名乗れないことにより、国内外で不利益を被ることもある。また、夫婦別姓制度の導入によって利益を受ける人はごく少数かもしれないが、そのような一部の人たちのためだけにでも導入すべきであると考える」と述べている[14]。
また、2021年3月には自民党有志が設立した「選択的夫婦別氏制度を早期に実現する議員連盟」に参加し、同連盟の会長代行に就任している[15]。
- 受動喫煙防止を目的に飲食店等の建物内を原則禁煙とする健康増進法改正に賛成[16]。

## 人物
- 2016年8月15日に在日本大韓民国民団東京本部の主管で東京・江戸川区総合文化センター開催された第71周年光復節中央記念式典で「昨年末の慰安婦問題合意により、関係が前向きになった。亡父の土屋義彦が、韓国・全羅南道に杉の種50万本を送り、今では森になった。私も生涯日韓友好関係に努めた父に習い、檜の種50万本を寄贈した。これからも地道な交流を続けたい」とあいさつした[17]。
- 栄養士、調理師、製菓衛生師の資格を持つ[7]。
- 過去の公設秘書に清水勇人がいる。2009年、清水は埼玉県さいたま市長に就任した。
- 無所属の会時代の2000年に執行された第42回衆議院議員総選挙ではプロモーションビデオ仕立ての政見放送を製作し、水着姿を披露した。同政見放送の司会には大学後輩の細川珠生を起用した。
- 日本卓球協会から五段を授与されている[18]。
- 2013年の衆議院議員資産公開では、1億3335万円で女性1位となった[19]。

## 所属
- 北京オリンピックを支援する議員の会
- 日韓議員連盟（幹事）
- 例外的に夫婦の別姓を実現させる会
- TPP交渉における国益を守り抜く会
- 選択的夫婦別氏制度を早期に実現する議員連盟（会長代行）
- 日中友好文化交流促進協会（理事）[20]

## 選挙歴
| 当落 | 選挙                   | 執行日         | 年齢 | 選挙区   | 政党       | 得票数     | 得票率 | 定数 | 得票順位 /候補者数 | 政党内比例順位 /政党当選者数 |
| ---- | ---------------------- | -------------- | ---- | -------- | ---------- | ---------- | ------ | ---- | ------------------ | ---------------------------- |
| 当   | 第41回衆議院議員総選挙 | 1996年10月20日 | 44   | 埼玉13区 | 無所属     | 11万2112票 | 58.59% | 1    | 1/4                | /                            |
| 当   | 第42回衆議院議員総選挙 | 2000年06月25日 | 48   | 埼玉13区 | 無所属の会 | 12万7028票 | 51.66% | 1    | 1/5                | /                            |
| 当   | 第43回衆議院議員総選挙 | 2003年11月09日 | 51   | 埼玉13区 | 自由民主党 | 8万1935票  | 43.17% | 1    | 1/5                | /                            |
| 当   | 第44回衆議院議員総選挙 | 2005年09月11日 | 53   | 埼玉13区 | 自由民主党 | 12万4494票 | 54.12% | 1    | 1/3                | /                            |
| 落   | 第45回衆議院議員総選挙 | 2009年08月30日 | 57   | 埼玉13区 | 自由民主党 | 8万5457票  | 36.10% | 1    | 2/5                | /                            |
| 当   | 第46回衆議院議員総選挙 | 2012年12月16日 | 60   | 埼玉13区 | 自由民主党 | 7万7623票  | 38.92% | 1    | 1/5                | /                            |
| 当   | 第47回衆議院議員総選挙 | 2014年12月14日 | 62   | 埼玉13区 | 自由民主党 | 9万167票   | 50.25% | 1    | 1/4                | /                            |
| 当   | 第48回衆議院議員総選挙 | 2017年10月22日 | 65   | 埼玉13区 | 自由民主党 | 10万4500票 | 52.46% | 1    | 1/4                | /                            |
| 当   | 第49回衆議院議員総選挙 | 2021年10月31日 | 69   | 埼玉13区 | 自由民主党 | 10万1149票 | 49.41% | 1    | 1/3                | /                            |
| 当   | 第50回衆議院議員総選挙 | 2024年10月27日 | 72   | 埼玉16区 | 自由民主党 | 6万6909票  | 38.48% | 1    | 1/4                | /                            |

## 叙勲
- ペルー共和国 コメンダドール勲章[7]
- アイスランド共和国 ナイトクロス勲章[7]
- ニカラグア共和国 ホセ・マルコレータ大勲章[7]
- パラグアイ共和国 グラン・オフィシアル位（国家功労勲章）[7]

## 著書
- 四季を咲く（土屋品子・鈴木薫共著、1992年8月、阪急コミュニケーションズ） ISBN 4484922169